# Seznam brazilskih pesnikov
Seznam brazilskih pesnikov.

## A
- Casimiro de Abreu
- Antonio de Castro Alves
- Pedro Américo
- Carlos Drummond de Andrade
- Mario R de Morais Andrade
- Augusto dos Anjos
- Machado de Assis
- Álvares de Azevedo

## B
- Manuel Bandeira
- Olavo Bilac
- Joaquim Francisco de Assis Brasil

## C
- Haroldo de Campos

## D
- Gonçalves Dias
- José de Santa Rita Durão

## G
- Ferreira Gullar

## J
- João Pedro Jorge

## K
- Alexandre Kadunc (slov. rodu)

## L
- Jorge de Lima
- Lya Luft

## M
- Cecília Meireles
- Vinicius de Moraes

## N
- João Cabral de Melo Neto

## R
- Cassiano Ricardo
- Sílvio Romero